# 沖縄連隊区
沖縄連隊区（おきなわれんたいく）は、大日本帝国陸軍の連隊区の一つ。前身は沖縄警備隊区である。沖縄県全域の徴兵・召集等兵事事務を取り扱った。実務は沖縄連隊区司令部が執行した。1945年（昭和20年）、同域に沖縄地区司令部が設けられ、地域防衛体制を担任した。

## 沿革
1886年（明治19年）12月1日、「警備隊条例」が公布され、まず対馬警備隊が設置され、順次、小笠原、佐渡、隠岐、大島、沖縄に警備隊を設けることとなった。1888年（明治21年）5月14日に公布された「陸軍管区表」（明治21年勅令第32号）により、沖縄警備隊区が設置され第6師管第11旅管に属し、管轄区域は沖縄県全域となった。しかし、沖縄警備隊が1898年（明治31年）に設置されるまで警備隊区の業務は鹿児島大隊区、鹿児島連隊区が担った（「陸軍管区表」備考）。1896年（明治29年）4月1日、旅管が廃止され第6師管の所属となった。
1898年4月1日、沖縄警備隊司令部は「沖縄警備隊司令部条例」（明治31年3月8日勅令第36号）により設置され、警備隊区の業務を担った。同年4月15日より司令部は沖縄県庁内で事務を開始した。1901年3月22日、司令部が那覇区字久茂地の新築庁舎に移転し、さらに同年12月28日、那覇区松下町に移転した。
1903年（明治36年）2月14日、再び旅管が採用され警備隊区は第6師管第11旅管に属した。1917年7月17日、司令部が那覇区美栄橋町に移転。
1918年（大正7年）6月1日、沖縄警備隊が廃止（大正7年5月29日軍令陸第15号）され、同日、沖縄警備隊区を廃止し沖縄連隊区を設置し、第6師管第36旅管に属した。管轄区域は警備隊区と同様に沖縄県全域で、その廃止まで変更はなかった。
日本陸軍の第三次軍備整理に伴い陸軍管区表が改正（大正14年4月6日軍令陸第2号）され、1925年5月1日に旅管は廃止となり引き続き第6師管に属した。
1940年（昭和15年）8月1日、沖縄連隊区は西部軍管区熊本師管に属することとなった。
1945年には作戦と軍政の分離が進められ、軍管区・師管区に司令部が設けられたのに伴い、同年3月24日、連隊区の同域に地区司令部が設けられた。地区司令部の司令官以下要員は連隊区司令部人員の兼任である。同年4月1日、熊本師管は熊本師管区と改称された。

## 司令官

### 沖縄警備隊区
- 下江孝 歩兵少佐：1898年4月1日 - 1899年2月22日
- 瀬戸競 歩兵少佐：1899年2月22日 - 6月1日
- 瀬戸競 後備歩兵少佐：1899年6月1日 - 1901年2月13日
- 久芳光直 歩兵少佐：1901年2月13日 - 1901年4月1日
- 久芳光直 後備歩兵少佐：1901年4月1日 - 1902年11月1日
- 岡田昭義 歩兵少佐：1902年11月1日 -
- 山中光保 歩兵少佐：1903年5月1日 - 1906年11月18日
- 木沢啓 歩兵少佐：1906年11月18日 - 1907年11月13日
- 鈴木秀五郎 歩兵中佐：1907年11月13日 - 1908年8月4日
- 野島貫一 歩兵中佐：1908年8月4日 - 1911年9月28日
- 原粛郎 輜重兵少佐：1911年9月28日 - 1912年3月8日
- 佐多武彦 歩兵中佐：1912年3月8日 - 1915年2月15日
- 梅田岩樹 歩兵中佐：1915年2月15日 - 1916年8月18日
- 光井芳太郎 歩兵中佐：1916年8月18日 - 1918年6月1日

### 沖縄連隊区
- 光井芳太郎 歩兵大佐：1918年6月1日 - 7月24日[13]
- 納富広次 歩兵中佐：1918年7月24日[13] - 1920年8月1日[14]
- 土方清 歩兵中佐：1920年8月1日[14] - 1922年8月15日[15]
- 藤井好祐 歩兵大佐：1922年8月15日[15] -
- 高牟礼盛助 大佐：不詳 - [16]
- 前原宏行 歩兵大佐：不詳 - 1928年8月10日[17]
- 小谷喜彦 歩兵大佐：1928年8月10日[17] -
- 森尻伊祐 大佐：1930年8月1日[18] - 1932年[16]4月11日[18]
- 石井虎雄 歩兵中佐：1932年6月30日 - 1935年8月1日[19]
- 古思了 歩兵大佐：1935年8月1日[19] - 1937年8月2日[20]
- 生田寅雄 大佐：1937年8月2日[21] - 1939年8月[16]1日[21]
- 松田元治 大佐：1939年8月 - 1941年8月[16]
- 井口駿三 大佐：1941年8月 - 1944年10月10日戦死[16]
- 吉田喜徳 大佐：1944年10月19日[22] - 1945年4月3日[23]
- （代理）左近寺六郎 中佐：[16]